# Parafia św. Marka Ewangelisty w Polanowicach
Kościół pw. św. Marka Ewangelisty w Polanowicach jest jednym z 9 kościołów parafialnych w dekanacie kruszwickim.

## Historia
Pierwszy kościół w Polanowicach został wybudowany w XIV wieku, spłonął w 1574 roku. Po nim wybudowano ponownie drewniany kościół, który przetrwał do XIX wieku. W 1840 r. wybudowano ceglaną świątynię. W czasie II wojny światowej stanowił miejsce przechowywania zboża. Od 2006 roku budowane jest wokół kościoła pięć grot.

## Wygląd
Jest to późnoklasycystyczny budynek z wieżą. Wokół kościoła znajduje się pięć grot. Około 200 metrów od świątyni znajduje się parafialny cmentarz. Wewnątrz świątyni znajdują się trzy ołtarze: główny św. Marka i dwa poboczne św. Klemensa i NMP. Jest trójnawowa, otoczona sześcioma filarami. Posiada efektowne organy.

## Dokumenty
Księgi metrykalne: 
- ochrzczonych od 1861,
- małżeństw od 1861,
- zmarłych od 1821.

## Zasięg parafii
Do parafii pw. św. Marka Ewangelisty w Polanowicach należą: Baranowo, Cykowo, Giżewo, Janikowo, Polanowice, Racice, Słabęcin, Sokolniki, Zakupie.